# Автобан A1 (Австрія)
Автобан A1 (нім. West Autobahn) — перша автострада, побудована в Австрії, запланована системою Reichsautobahn.
Завершена 1967 року, сьогодні пролягає від околиць Відня через Лінц до Зальцбурга, де приєднується до німецького автобану  на перетині кордону Вальс-Зіценгайм.
А1 — це головна магістраль Австрії зі сходу на захід і частина основних європейських маршрутів E55 і E60.

## Перехрестя

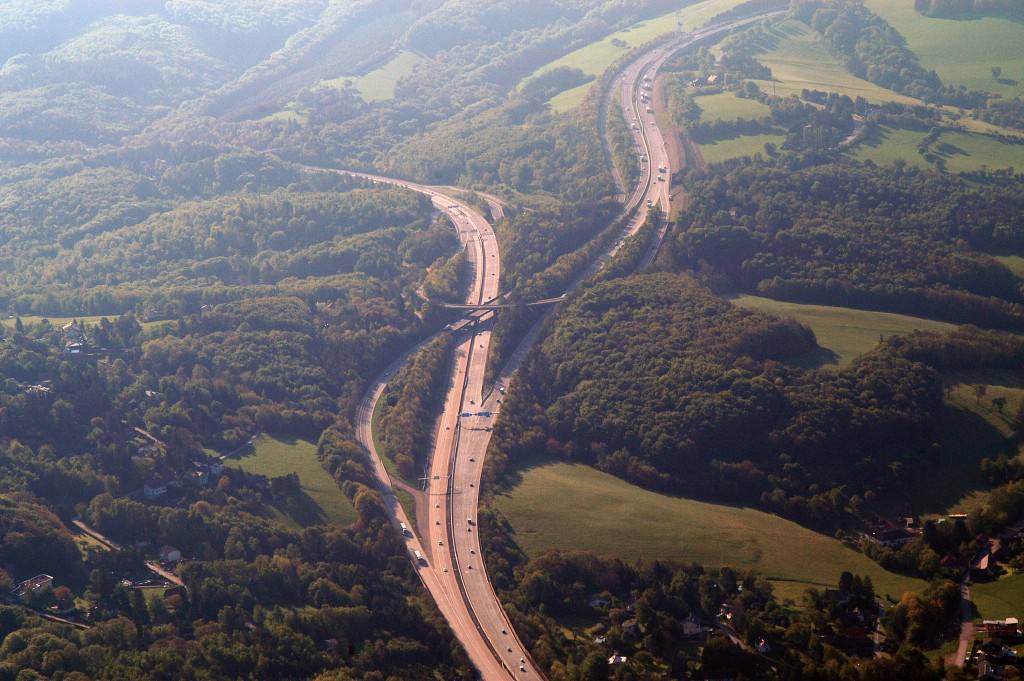
Перехрестя Штайнхойсльl

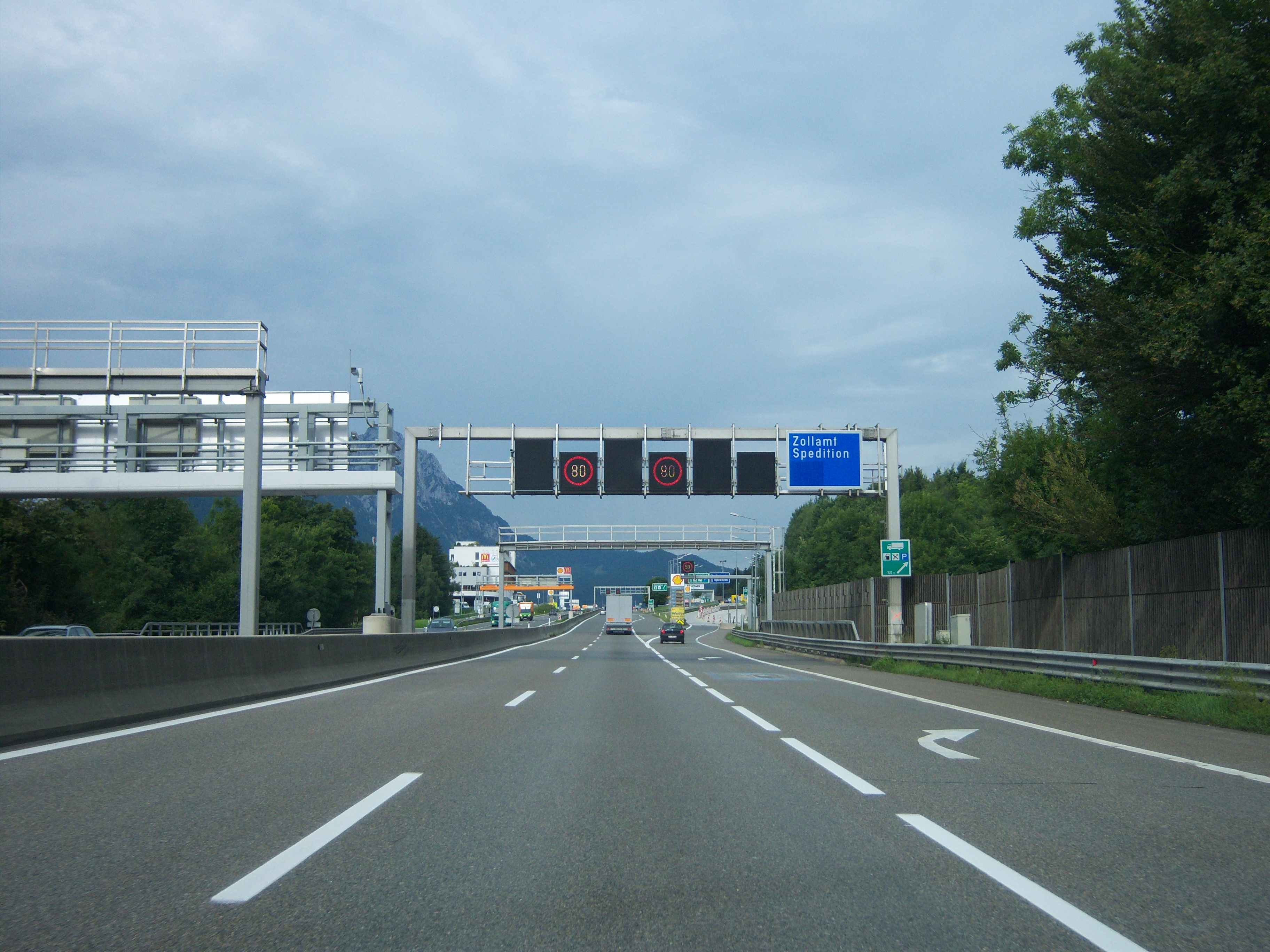
Кордонний перехід Вальс-Зіценгайм

|           | (9) Відень-Гітцінг           |
|           | (32) Альтленгбах             |
|           | (55) Санкт-Пельтен           |
|           | (169) Лінц                   |
|           | (175) Ансфельден             |
|           | (196) Форалпенкройц Заттледт |
|           | (298) Зальцбург              |
| Німеччина | (301) Вальс-Зіценгайм        |